# Gruppe A
Die Gruppe A bezeichnet im Tourenwagen-Sport eine ganz bestimmte Bearbeitungsstufe der Fahrzeuge ab den 1980ern bis heute. In der Rallye-Weltmeisterschaft wurde seit 1998 eine Abwandlung der Gruppe-A-Fahrzeuge namens World Rally Car (WRC) eingesetzt, welche sich seit der Saison 2011 am Super-2000-Reglement orientiert.
Diese Bearbeitungsstufen wurden von der FIA eingeteilt – und zwar nach Gruppe N, A, B usw. Von diesen Gruppen war die Gruppe N die „mildeste“ Tuningstufe. In der nächstfreieren Gruppe A dürfen alle Serienteile bearbeitet werden. Das bedeutet, dass Schwungrad, Pleuel und Kurbelwelle unbegrenzt erleichtert, poliert und durch Wärmebehandlung nachgehärtet werden dürfen. Die Nockenwelle, Kolben und diverse andere Teile sind freigestellt.
Auch das äußere Erscheinungsbild der Fahrzeuge bleibt weitgehend unverändert. Die Kotflügel dürfen umgebördelt, aber nicht verbreitert werden. Eine Ausnahme bilden sogenannte Kit-Cars, bei denen eine  homologierte Verbreiterung zum Bausatz (Kit) gehört. Am Fahrwerk ist der Austausch von Stoßdämpfern und Federn erlaubt.
Die technischen Ausgangsdaten stehen im Gruppe-A-Homologationsblatt. Der Vorläufer der Gruppe A war die im davor gültigen Reglement beschriebene Gruppe 2. Die einzelnen Bestimmungen für die Gruppe A stehen im Artikel 255 des IASG der FIA.

## Definition
Die Bestimmungen der Gruppe A sind nur anwendbar auf Tourenwagen, die 4 Sitze aufweisen müssen. Die Mindeststückzahl beträgt 2.500 Einheiten in 12 Kalendermonaten.

## Gewicht
Das A-Homologationsblatt gibt kein gesondertes Gewicht an. Daher gilt das im Artikel 255 erwähnte Mindestgewicht. Dieses beträgt z. B. bei Rallye-Fahrzeugen bei einem Hubraum:
- bis 1000 cm³: 720 kg
- bis 1400 cm³: 920 kg
- bis 2000 cm³: 1000 kg
- usw., nachzulesen im unten angegebenen Link.

Bei anderen Veranstaltungen gelten niedrigere Mindestgewichte als bei Rallye-Veranstaltungen. Für WRC-Fahrzeuge gilt das Mindestgewicht 1230 kg bei maximal 2000 cm³.

## Freigestellte Teile
- Kolbenbuchsen, aber ohne Überschreitung der Hubraumklasse
- Zylinderkopfdichtung
- Kolben und Lagerschalen
- Luftfilter mit Gehäuse
- Kraftstoffpumpen und -filter, Gasgestänge, Druckregler und Zuleitungen
- Nockenwelle(n) mit gewissen Einschränkungen
- Ventile in Material und Form, aber die Winkel der Ventilachsen müssen eingehalten werden
- Zündanlage, außer Anzahl der Zündkerzen
- Kühler, Ölkühler, Ölpumpe, jedoch darf die Karosserie nicht verändert werden
- Abgasanlage ab Krümmeraustritt/Turboausgang
- Dichtungen, Federn, Riemenscheiben
- Kupplung, Differentialsperre
- Räder und Reifen, wobei die maximale Breite abhängig vom Hubraum begrenzt ist; Der Felgendurchmesser steht zwar im A-Homologationsblatt und darf unter- und überschritten werden; das Rad muss aber durch die Karosserie bedeckt werden. Die Felgenbreite als Maximalbreite steht im § 255 des Internationalen Sportgesetzes der (FIA); das Rad darf kleiner und schmaler und größer, aber nicht breiter sein als definiert.
- Bremssystem

## Erlaubte Änderungen
Jedes Serienteil, dessen Herkunft vom Hersteller noch festgestellt werden kann, also auch die nicht freigestellten Teile, darf auf beliebige mechanische Art nachgearbeitet werden. Muttern, Bolzen und Schrauben dürfen ersetzt werden. Allerdings ist das Hinzufügen von Material verboten.

## Ergebnis
Die alleinige Aufzählung der erlaubten und verbotenen Änderungen vermittelt noch keinen Eindruck von dem Fahrzeug, das nach sinnvoller Abstimmungsarbeit auf der Strecke bereitsteht. Mit einem Serienfahrzeug im Wert von 20.000 bis 30.000 Euro als Ausgangsbasis entstehen noch einmal Kosten in mindestens doppelter Höhe, eher mehr. Dabei sind Verschleißteile wie Reifen noch nicht eingerechnet.
Im Gegensatz zu einem Markenpokalauto ist das Fabrikat und die Dimension der Reifen nicht vorgeschrieben. Ausgiebige Tests empfehlen sich, um die beste Kombination zu finden; der Unterschied kann mehrere Sekunden auf dem kleinen Kurs in Hockenheim ausmachen.
Straßenzulassung besitzt ein Gruppe-A-Tourenwagen nicht mehr, selbst bei großzügiger Auslegung der StVZO. Die Gruppe-A-Rallyewagen müssen durchaus den jeweils gültigen Gesetzen des Veranstaltungslandes genügen, da auf den Zwischenetappen im öffentlichen Verkehr gefahren wird. Im Bereich der DMSB-Veranstaltungen wird die Gruppe A auch nur bei Bergrennen und Rundstreckenrennen ausgeschrieben, Rallyes und Slaloms werden nicht veranstaltet. Die Fahrzeuge werden auf Anhängern oder im geschlossenen LKW angeliefert. Zur technischen Abnahme wird der Wagen geschoben und nicht mit Motorkraft bewegt.
Das Fahrverhalten entspricht in etwa jenem, das vor 10 bis 20 Jahren im Formelbereich anzutreffen war, und auch die Rundenzeiten eines 2006er Gruppe-A-Rennfahrzeugs entsprechen denen der Formel 2 in den 1970er Jahren.